# Các tiểu bang Trung Tây Nam
Các tiểu bang Trung Tây Nam (tiếng Anh: West South Central States) hình thành một trong chín phân vùng điều tra dân số của Cục Điều tra Dân số Hoa Kỳ.
Bốn tiểu bang hợp thành phân vùng này là: Arkansas, Louisiana, Oklahoma, và Texas. Phân vùng này là một trong ba phần hợp thành vùng điều tra dân số lớn hơn được biết là Nam Hoa Kỳ (hai phân vùng còn lại là Các tiểu bang Nam Đại Tây Dương và Các tiểu bang Trung Đông Nam).
Thuật ngữ không chính thức các tiểu bang Trung Đông cũng được dùng để chỉ khu vực tương tự.

## Nhân khẩu
Tính đến năm 2000, Các tiểu bang Trung Tây Nam có dân số kết hợp là 31.444.850 người. Con số này được ước tính gia tăng 7,21% vào năm 2005 lên đến 33.710.634 người. Các tiểu bang Trung Tây Nam có diện tích kết hợp là 426.094 dặm vuông Anh (1.103.580 km2) và mật độ dân số là 73,80 người trên 1 dặm vuông Anh.
| Tiểu bang | Ước tính năm 2005 | Diện tích   | Mật độ dân số |
| --------- | ----------------- | ----------- | ------------- |
| Arkansas  | 2.779.154 (4)     | 52.068 (3)  | 51,34 (3)     |
| Louisiana | 4.523.628 (2)     | 43.562 (4)  | 102,59 (1)    |
| Oklahoma  | 3.547.884 (3)     | 68.667 (2)  | 50,25 (4)     |
| Texas     | 22.859.968 (1)    | 261.797 (1) | 79,65 (2)     |

|    | Thành phố               | Dân số năm 2000. |
| -- | ----------------------- | ---------------- |
| 1  | Houston, Texas          | 2.144.491        |
| 2  | San Antonio, Texas      | 1.296.682        |
| 3  | Dallas, Texas           | 1.232.940        |
| 4  | Austin, Texas           | 715.893          |
| 5  | Fort Worth, Texas       | 653.320          |
| 6  | El Paso, Texas          | 609.415          |
| 7  | Oklahoma City, Oklahoma | 537.734          |
| 8  | New Orleans, Louisiana  | 484.674          |
| 9  | Tulsa, Oklahoma         | 393.050          |
| 10 | Arlington, Texas        | 332.969          |
| 11 | Corpus Christi, Texas   | 277.454          |
| 12 | Baton Rouge, Louisiana  | 227.818          |
| 13 | Plano, Texas            | 222.030          |
| 14 | Garland, Texas          | 215.768          |
| 15 | Shreveport, Louisiana   | 200.145          |
| 16 | Lubbock, Texas          | 199.564          |
| 17 | Irving, Texas           | 191.615          |
| 18 | Little Rock, Arkansas   | 183.000          |
| 19 | Laredo, Texas           | 176.576          |
| 20 | Amarillo, Texas         | 173.627          |
| 21 | Pasadena, Texas         | 141.674          |
| 22 | Brownsville, Texas      | 139.722          |
| 23 | Grand Prairie, Texas    | 127.427          |
| 24 | Mesquite, Texas         | 124.523          |
| 25 | Abilene, Texas          | 115.930          |
| 26 | Beaumont, Texas         | 113.866          |
| 27 | Waco, Texas             | 113.726          |
| 28 | Lafayette, Louisiana    | 110.257          |
| 29 | Carrollton, Texas       | 109.576          |
| 30 | McAllen, Texas          | 109.576          |